# 히드로스카파과
히드로스카파과(Hydroscaphidae)는 식균아목에 속하는 작은 딱정벌레과의 하나이다. 수생 곤충으로 3속 13종을 포함하고 있다. 이 과 딱정벌레는 물에 사는 딱정벌레치고는 꽤 작은 편으로 크기가 1-2 mm정도이다. 몸 색깔은 황갈색에서 갈색을 띠며, 딱지날개는 퇴화하여 짧고, 노출된 복부의 끝이 가늘어진 몇몇 등판만이 남아 있다. 더듬이는 다리만큼 짧다. 이들은 일반적으로 그들의 분포 지역에서 개울가에 풍부하며, 성충과 유충이 함께 살며, 특히 여울의 가장자리에 있는 바위 위에 자라는 실같은 조류를 먹고 산다.
차가운 눈이 내린 개울과 뜨거운 온천을 포함하여 넓은 범위의 수온에서도 견딜 수 있다. 성충은 배판(背板) 위의 털의 도움을 받아 딱지날개 밑에 공기를 공급한다.
조류의 받침 위에 한 개의 큰 알을 낳고, 유충은 숨구멍이 확장된 아가미를 통해 숨을 쉬며, 완전한 수생 생활을 한다.
히드로스카파과 종들은 남극을 제외한 모든 대륙에서 보고되고 있다.

## 분류
- 히드로스카파과 (Hydroscaphidae)
  - Hydroscapha
  - Scaphydra
  - Yara

## 참고 문헌
- Ross H. Arnett, Jr. and Michael C. Thomas, American Beetles (CRC Press, 2001)